# آبو امیریان
آبو امیریان (ارمنی: Աբու Ամիրյան) بازیکن فوتبال بازنشسته در پست هافبک/مهاجم ارمنی‌تبار اهل ایران است که در جام تخت جمشید بازی کرد.

## باشگاهی
از باشگاه‌هایی که در توپ زده‌است می‌توان آرارات تهران را اشاره کرد.